# کونسول (آلاباما)
کونسول (به انگلیسی: Consul) یک منطقهٔ مسکونی در ایالات متحده آمریکا است که در شهرستان مرنگو، آلاباما واقع شده‌است. کونسول ۷۲٫۸۵ متر بالاتر از سطح دریا واقع شده‌است.